# Torre di Tessera

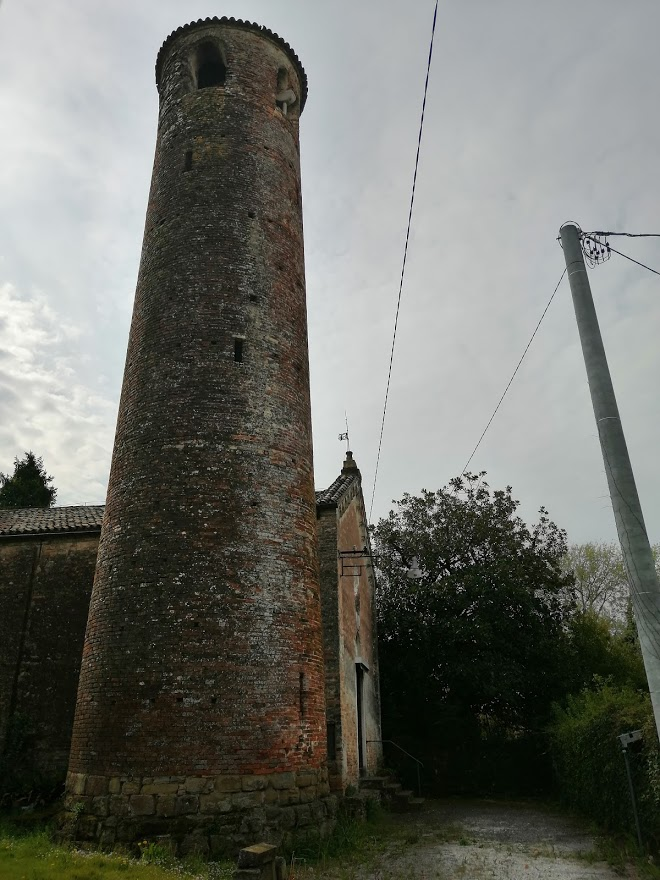
Torre antica di Tessera

La torre di Tessera è un edificio storico situato a Tessera, considerato il più antico del luogo.

## Storia
La torre cilindrica fu eretta tra i secoli IX e X dai veneziani, su schema romanico-bizantino, simile alle torri di avvistamento di Ravenna, Pomposa e Caorle, e deve la sua conservazione al monastero benedettino che venne istituito già nel 1139, quando il vescovo di Treviso Gregorio Giustiniani consacrò chiesa e abbazia al nome di Sant'Elena, affidandone la cura all'Abate di San Benedetto Po, sottoposto alla regola di Matilde di Canossa e la torre ne divenne il campanile.
Negli anni dal 1297 al 1330, il monastero fu trasformato in ospitale dell’Arcipretato di Mestre per l’accoglienza e il ricovero di viandanti e pellegrini. Viene citato come tale nei quaderni delle decime degli anni 1297-1330.

## Descrizione
La torre è alta 24 metri con una circonferenza alla base di 14 m presenta un basamento in conci di trachite su cui si eleva la muratura in "Altinelle", laterizi largamente impiegati nel territorio di Venezia provenienti dalla demolizione di Altino, e si assottiglia verso la sommità dove si aprono le finestrelle della cella campanaria. All'interno si trovano due piccole campane bronzee una delle quali reca incisa la data di fusione: 1509; una iscrizione posta sulla facciata della chiesa datata 1507 ricorda il munifico abate Trevisan che fece risorgere chiesa e monastero dalla rovina con l'aiuto dei frati di San Cipriano di Murano.